# Sapheopipo noguchii
El pito de Okinawa (Sapheopipo noguchii) es una especie de ave piciforme de la familia Picidae endémica de la isla de Okinawa, en el extremo suroccidental de Japón. Es el único miembro del género Sapheopipo.

## Descripción
El pito de Okinawa mide unos 31 cm de largo. Su plumaje es principalmente pardo, oscuro en las partes superiores algo más claro en las inferiores, especialmente en su rostro y garganta, aunque con bigoteras oscuras. Presenta algunas motas blancas en las plumas primarias. Las plumas de su obispillo y base superior de la cola tienen las puntas rojizas. Los machos tienen el píleo de color rojo, mientras que el de las hembras se pardo oscuro.

## Distribución y hábitat
Se encuentra únicamente en la isla de Okinawa. Su hábitat natural son los bosques subtropicales de la isla dominados por los árboles de hoja ancha perennes con al menos 30 años de antigüedad, en el que haya árboles altos y de más de 20 cm de diámetros donde poder anidar. Su época de cría se produce de febrero a mayo.

## Estado de conservación
El pito de Okinawa se considera una especie en peligro crítico de extinción. Su población que se concentra en una pequeña isla es muy reducida y se encuentra en declive a causa de la tala de los bosques, la construcción de embalses, la extensión de la agricultura, así como de los campos de golf e instalaciones militares. Uno de sus principales hábitats ha sido destruido completamente. Se estima su población en menos de 600 individuos. Se cree que la población de la especie se ha reducido entre un 10-19% en 10 años por la continua desaparición de bosques de árboles viejos.
La especie está protegida por la legislación japonesa. Se encuentra principalmente en la prefectura de Okinawa, y también en el área protegida de la prefectura de Yonaha-dake y pequeñas zonas protegidas del monte Ibu y del monte Nishime, y algunas organizaciones ecologistas han adquirido varios emplazamientos que ocupa. En 1996 se designó como parque nacional la región de  Yambaru.